# Schloss Adlstein

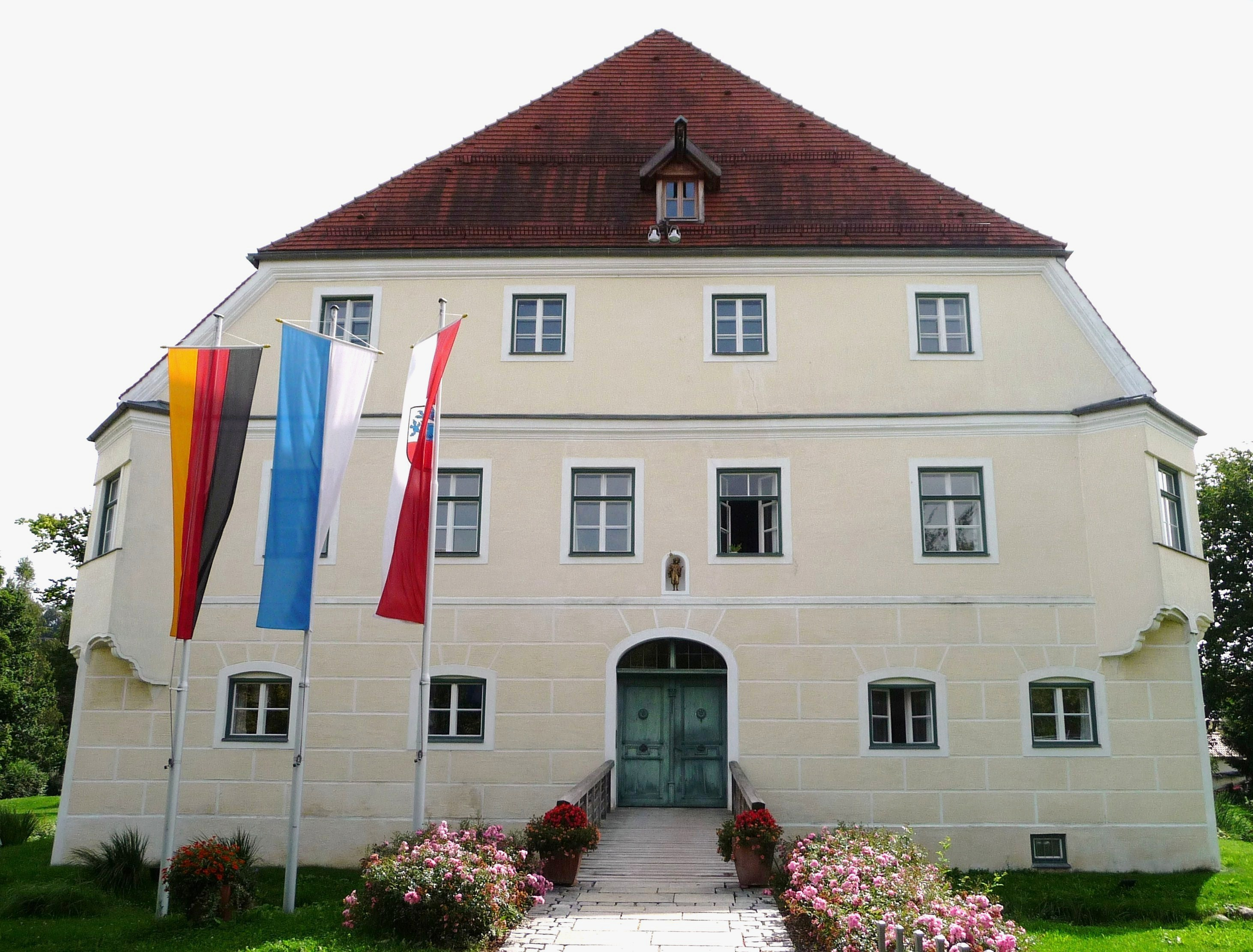
Schloss Adlstein

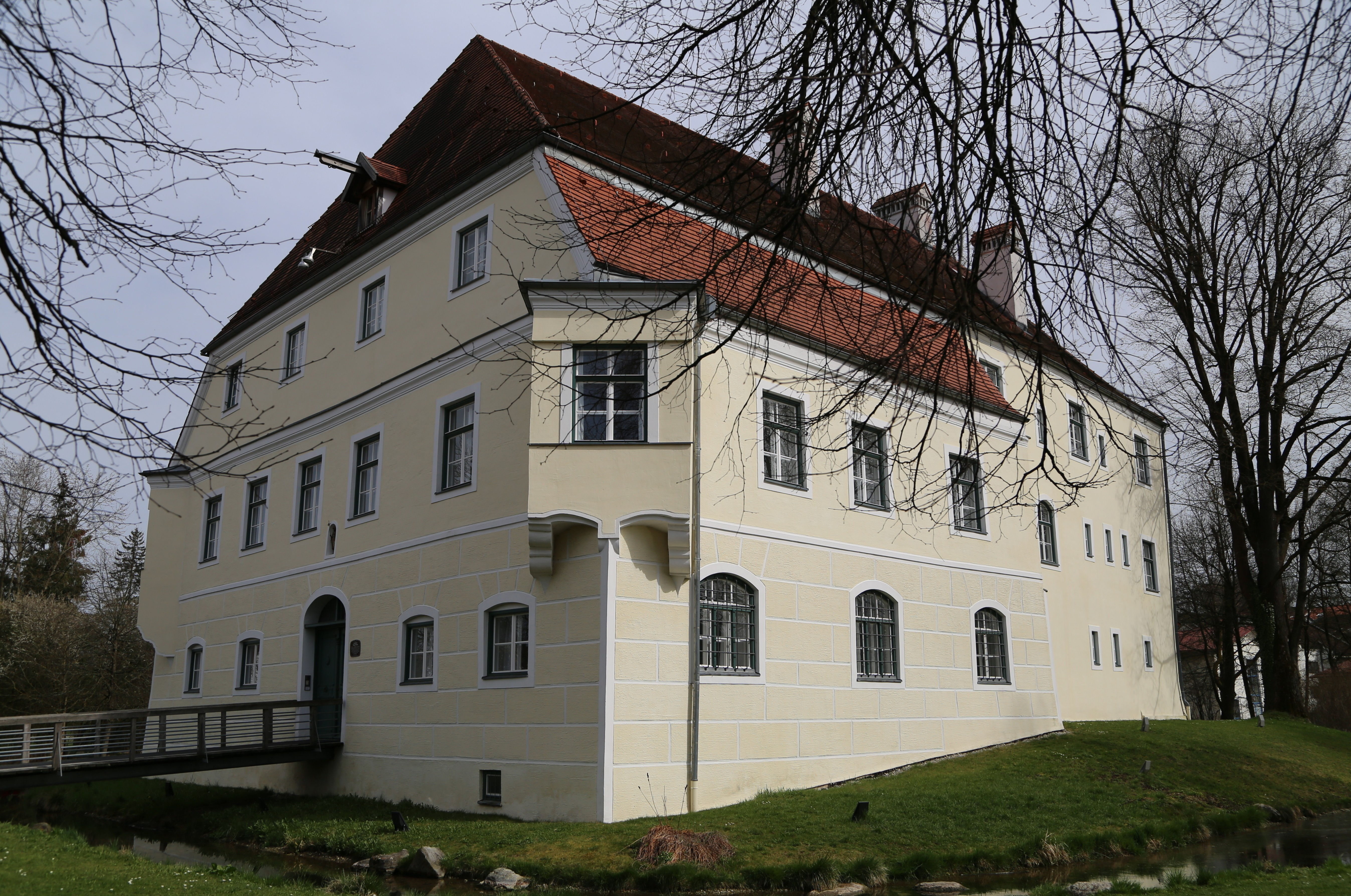
Schloss Adlstein Seitenansicht

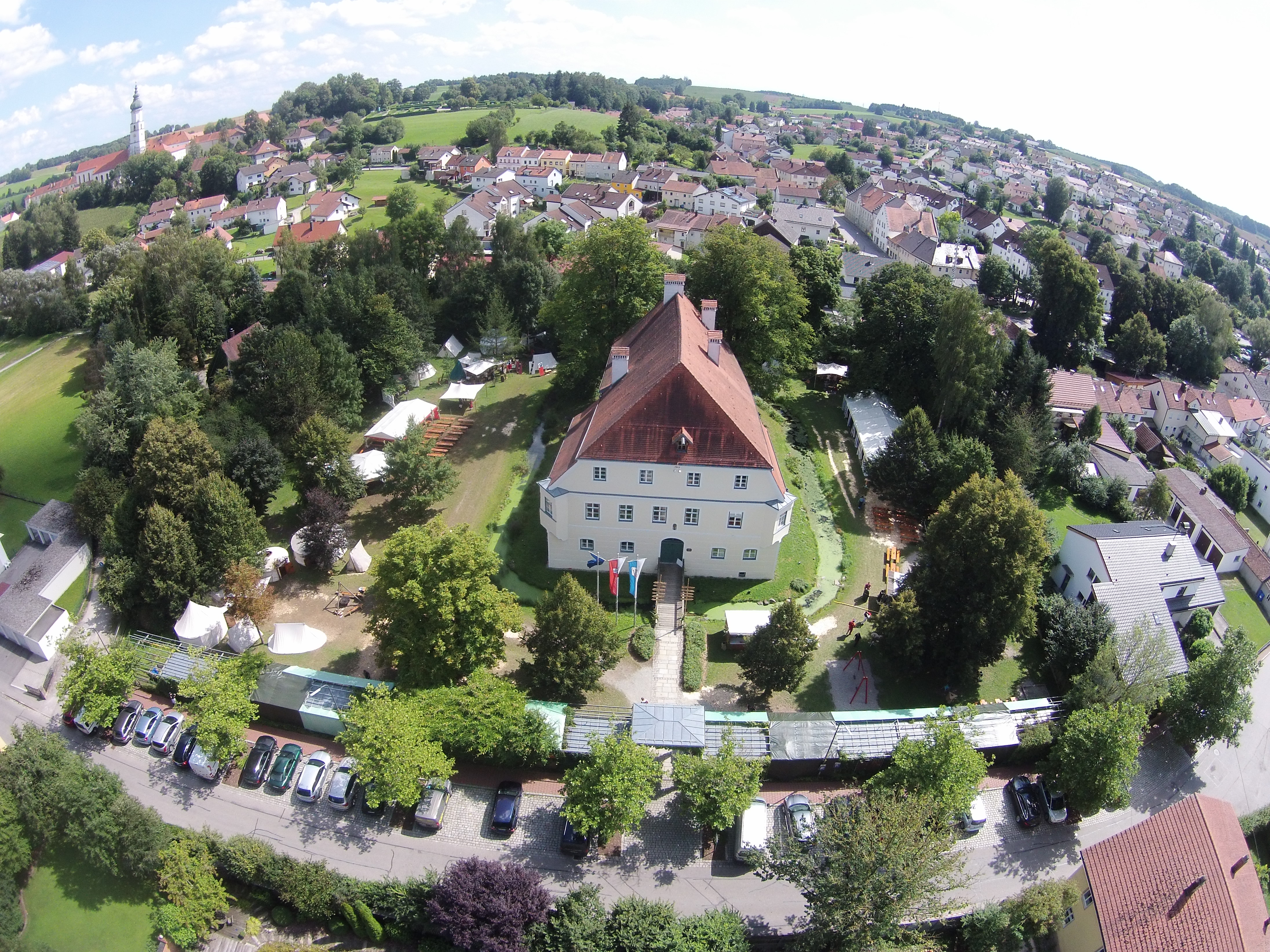
Schloss Adlstein mit Umgebung

Schloss Adlstein ist ein ehemaliges Pflegschloss in Neumarkt-Sankt Veit im Landkreis Mühldorf am Inn, das heutige Rathaus der Stadt und die Geschäftsstelle der Verwaltungsgemeinschaft Neumarkt-Sankt Veit.

## Geschichte
Erstmals erwähnt wird das spätere Schloss Adlstein in der Gründungsurkunde des Marktes Neumarkt vom 14. August 1269 als Hof bei der Kirche St. Johann. Der Johanneshof wurde zu einem späteren Zeitpunkt zum Sitz des Pfleggerichts ausgebaut. Im Jahr 1608 kaufte der Pfleger Hilpold von Neuhaus das Gebäude, baute es mit Zustimmung des Herzogs zu seinem Sitz aus und gab ihm den Namen Adlstein. Das Schloss blieb bis zum Tod des letzten Mitglieds der Familie 1753 im Besitz der von Neuhaus. Von 1759 bis 1904 war das Schloss Eigentum der Familie von Klessing. Der Heilpraktiker Rudolf Czermak, zuvor in Pasing bei München ansässig, erwarb das Gebäude 1912 und richtete dort eine Praxis für Naturheilkunde ein.
1938 kaufte die Marktgemeinde Neumarkt-Sankt Veit Adlstein und nutzte es in den folgenden Jahrzehnten unter anderem als Lager für den Reichsarbeitsdienst, Kindergarten, Flüchtlingsheim und Wohnhaus für mehrere Familien. Der geplante und schon genehmigte Abriss des zu diesem Zeitpunkt stark baufälligen Gebäudes in den 60er Jahren konnte unter anderem durch den Einsatz des in Neumarkt aufgewachsenen Historikers Benno Hubensteiner verhindert werden.

## Heutige Nutzung
Seit dem Jahr 2001, nach mehrjährigen Umbauarbeiten, beherbergt Schloss Adlstein das Rathaus der Stadt Neumarkt-Sankt Veit. Zusätzlich sind das Stadtarchiv und das Neumarkter Schulmuseum dort untergebracht.
Der Garten um das Schloss wird häufig als Veranstaltungsort für Feiern und Festlichkeiten genutzt. Jedes Jahr am 14. August, dem Tag der Gründung Neumarkts, findet dort das mittelalterliche Schlossgartenfest des örtlichen Kulturvereins statt.

## Denkmalschutz
Das Schloss steht unter Denkmalschutz (Akten-Nr. D-1-83-129-39). Die Baubeschreibung des Bayerischen Landesamtes für Denkmalpflege lautet:

„Schloss Adlstein, ehemaliges Pflegschloss des Gerichts Neumarkt, jetzt Rathaus und Stadtarchiv
Stattlicher zweigeschossiger Bau mit Halbwalmdach, an der Nordost- und Nordwestecke Kastenerker über profilierten Konsolen vorkragend
Ehemalige Schlosskapelle mit Ausstattung; erbaut 1478 unter Verwendung älterer Bauteile, um 1504 im Landshuter Erbfolgekrieg ausgebrannt, 1509/10 Wiederhaufbau, im 16. und 18. Jahrhundert zum Teil baulich verändert
Ehemalige Parkanlage“